# Golpe de Estado no Sudão em 2021
O golpe de 2021 no Sudão aconteceu em 25 de outubro em Cartum, interrompendo o processo de transição democrática iniciado em 2019. O Exército sudanês deteve dezenas de funcionários de governo e políticos, dirigentes civis e o próprio primeiro-ministro Abdalla Hamdok. Ao mesmo tempo, anunciou a dissolução do governo de transição.
O líder dos golpistas, general Abdel Fattah al-Burhan, líder militar do Conselho Soberano, anunciou a dissolução do conselho de ministros e do próprio Conselho Soberano e declarou o estado de emergência. Organizações da sociedade civil convocaram manifestações nas ruas para defender a transição, uma brutal repressão deixou pelo menos 41 um mortos. Uma tentativa de golpe ocorreu já em setembro de 2021.
Em 21 de Novembro, o líder militar al-Burdan assinou um acordo de 14 pontos com  Abdalla Hamdok, que reassumiu o cargo de primeiro ministro. Todos os demais prisioneiros políticos foram liberados. Protestos contra o acordo com os militares seguiram-se imediatamente, a repressão causou a morte de jovem de 16 anos, por forças de segurança em Omdurman.
Dois dias depois da restauração, 23 de Novembro, doze ministros de Estado, que eram parte do governo de transição de Abdalla Hamdok antes do golpe, resignaram seus cargos em protesto contra o acordo com o conselho militar.

## Contexto
Os militares sudaneses entraram no acordo de transição e partilha de poder já com reticências, em grande parte motivados pela pressão de órgãos internacionais e regionais. A relação entre a ala militar e civil começou à deteriorar significativamente no início do ano de 2021, quando a indisposição das lideranças militares se intensificou diante do que descreveram como uma incompetência da ala civil em reestruturar o Estado e garantir efetividade às instituições. A situação econômica também foi um teve efeitos, dado que apesar de que o governo de Abdalla Hamdok conseguiu avanços nos indicadores econômicos no início, a pandemia de covid-19 e falha dos governos árabes e ocidentais em cumprir com as promessas de auxílio impediu a superação das disfunções herdadas pelo regime de Omar al-Bashir.
Grandes protestos aconteceram no leste do Sudão em setembro, demonstrando a descontentamento popular com a crise econômica e os rumos do governo.

### Tentativa de golpe de Estado no Sudão em setembro de 2021
Apesar de não ter ameaçado à ordem existente e ter sido facilmente desarmado, o golpe se provou um combustível para a tensão entre a ala civil e a ala militar do governo sudanês, ambos passaram à usar o incidente para aumentar seus respectivos capitais políticos e deslegitimar o outro - a ala civil usou o acontecimento como demonstração da falta de compromisso dos militares com uma real transição democrática, já os militares transformaram o caso numa prova da falha dos civis de efetivar um governo de transição. A tentativa de golpe  fragilizou portanto o consenso nacional em torno do processo de transição. A manifestações convocadas pela ala civil do Conselho Soberano contra a ameaça de um regime militar conseguiram mobilizar em torno de vinte mil pessoas, colocando pressão sobre os militares. O ministro Abdalla Hamdok aproveitou a ocasião para pressionar por uma reestruturação das forças militares e de segurança. A proposta de reforma aumentou o descontentamento militar, temeroso de perder sua autonomia e privilégios econômicos.

## Golpe
O golpe aconteceu na início do dia 25 de outubro de 2021. As forças militares do país, liderados pelo general Abdel Fattah al-Burhan, tomou controle do governo, terminou o acordo nacional de transição, dissolveu o Conselho Soberano do Sudão, negando o governo civil e iniciando uma ampla campanha de detenções, inclusive do então primeiro-ministro Abdalla Hamdok.

### Reação internacional
O golpe causou condenações imediatas por parte de Estados ocidentais, principalmente os Estados Unidos da América, que apoiaram ativamente a transição, mas também do Qatar e Turquia. Já a Rússia, Israel, Arábia Saudita, Egito, entre outros, ficaram em silêncio sobre o acontecimento - a Rússia buscou ativamente diminuir o tom da comunicação do Conselho de Segurança da ONU sobre o golpe. O governo golpista contou, portanto, com o apoio dessas forças regionais e internacionais, como também organizações islamistas desfavorecidas pelo governo civil, e também se apoio na dificultada gestão econômica para buscar apoio entre a população.

## Protestos
Desde o dia do golpe, em 25 de Outubro, protestos tem sido realizados na capital e em cidades menores do Sudão. Centenas de manifestantes saíram às ruas para protestar contra o golpe de Estado em passeatas onde foram registrados tiros com fogo real e uso extensivo de espancamentos e bombas de gás lacrimogêneo, causando, até então, pelo menos 14 mortes e 300 feridos.
Um sindicato de professores denunciou o uso de gás lacrimogêneo no Ministério da Educação na cidade de Cartum, que estava sendo ocupado em protesto ao golpe. 87 pessoas foram presas na invasão da ocupação, segundo o sindicato. Os professores protestavam também contra as profundas mudanças que o regime militar tem feito nos cargos e nas políticas educacionais do país. Greves também foram registradas no setor da saúde.
Manifestantes empilharam pedras e tijolos nas ruas para formar barricadas, que se tornaram um símbolo da resistência popular sudanese. As forças militares tem avançado sobre as barricadas, desmantelando-as assim que possível. A força das manifestações demonstrou a base popular do acordo de transição e do governo civil, frustrando a avaliação da ala militar sobre o desgaste do movimento civil.

## Restauração do governo civil
Em 21 de Novembro, o lider militar al-Burdan assinou um acordo de 14 pontos com Abdalla Hamdok, estabelecendo a restauração do governo civil e a libertação de todos os presos políticos. O acordo também determina que a declaração constitucional de 2019 seja a base do governo de transição. O acordo foi lido na TV estatal. Não foi esclarecido como ficará o balanço de poder do novo governo. A coalização civil Forças de Liberdade e Mudança, disse não reconhecer qualquer acordo com as forças armadas, afirmando que os envolvidos no golpe devem enfrentar a justiça, e convocou a população para participar de mais um protesto anti-militar. A Associação dos Professores Sudaneses também rejeitou o acordo. Críticos do acordo tem afirmado que Abdalla Hamdok continua cumprindo a função de um refém e que o acordo não responde nenhuma das questões em aberto sobre o futuro político do Sudão.
O general Mohamed Hamdan Dagalo, vice-chefe do novo Conselho Soberano e antigo senhor da guerra em Darfur, declarou na sexta feira, 26 de novembro, que o primeiro ministro Abdalla Hamdok soube do golpe com antecedência, e havia discutido a ação com a ala militar com abertura. Segundo o general o golpe de Estado era a melhor opção para parar a 'crise em espiral'. Já Hamdok havia afirmado ao Aljazeera que ele desconhecia as movimentações para um golpe.

### Protestos contra o acordo
Protestos na capital começaram na manhã do domingo, 21 de novembro. Os manifestantes carregavam bandeiras do Sudão e fotos dos assassinados nos protestos que, até então, pelo menos 41 pessoas haviam sido assassinadas, segundo reportagens. O protesto entrou em confronto com a polícia na medida que se aproximou do palácio presidencial. A manifestação continuou apesar da restauração do governo civil, acusando o acordo de não fazer justiça em relação aos envolvidos no golpe, e que Abdalla Hamdok teria traído a revolução. Um jovem de 16 anos foi assassinado pelas forças de segurança durante esses protestos. Dois dias depois da restauração, 23 de Novembro, doze ministros de Estado, que eram parte do governo de transição de Abdalla Hamdok antes do golpe, resignaram seus cargos em protesto contra o acordo com o conselho militar.